# قرانيانيات
القرانيانيات (الاسم العلمي: Cornidae) يعتبر اسم نباتي غير مستخدم لأصنوفة من مرتبة تحت طائفة تتبع كاسيات البذور من شعيبة البذريات.

## التصنيف
- فوق رتبة القرانيونات
  - رتبة القرانيات
  - رتبة شرابيات الحرير
  - Aralidiales
  - Desfontainiales
  - Hydrangeales
  - Roridulales
- فوق رتبة الأراليونات
  - رتبة الأراليات
  - Byblidales
  - Pittosporales
  - Torricelliales
- فوق رتبة الممشقونات
  - رتبة الممشقيات
- فوق رتبة الأوكومونات
  - رتبة الأوكوميات